# Evryscope

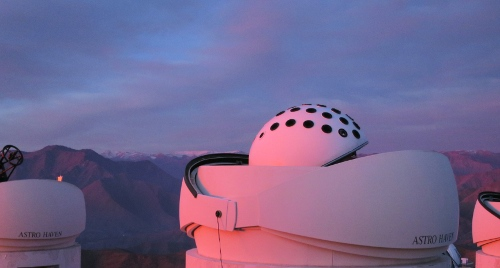
El Evryscope en el Observatorio Interamericano Cerro Tololo.

El Evryscope ("gran visor") es el primer telescopio de una serie que se dedicará a observar el espacio completo con un campo de amplitud de gigapíxeles. Utiliza un conjunto de telescopios de 7 cm que forman un solo amplio campo de visión para apuntar a cada parte del cielo accesible, su campo de visión tiene 9.060 grados2, y tiene un alcance tres veces mayor que la del sondeador panorámico del espacio Pan-STARRS. En mayo de 2015 fue construido en Observatorio Interamericano del Cerro Tololo, siendo financiado por la NSF/TI y NSF/CAREER.
El Evryscope-Sur se unirá pronto al Evryscope-Norte. El sistema buscará exoplanetas en tránsito alrededor de estrellas brillantes, enanas M y enanas blancas, y detectará eventos de microlente, supernovas cercanas y brotes de rayos gamma.

## Observaciones
El 9 de abril de 2018, el telescopio detectó una superflama en Próxima Centauri que la hizo 70 veces más brillante, estos brotes frecuentes y brillantes hacen dudar sobre la posibilidad de existencia de vida en el planeta Proxima b que orbita a su alrededor en la zona de habitabilidad, ya que pueden destruir la capa de ozono del planeta, permitiendo que niveles de rayos ultravioletas alcancen su superficie. En marzo del año 2016 también observó el telescopio a simple vista la primera superflama producida en la misma estrella.